# Dmitri Morozov
Dmitri Morozov –en ruso, Дмитрий Морозов– (Tuapsé, URSS, 24 de febrero de 1974) es un deportista ruso que compitió en judo. Ganó una medalla de bronce en el Campeonato Europeo de Judo de 1998 en la categoría de –90 kg.
Participó en los Juegos Olímpicos de Sídney 2000, donde fue eliminado en la segunda ronda de la categoría de –90 kg.

## Palmarés internacional
| Campeonato Europeo | Campeonato Europeo | Campeonato Europeo | Campeonato Europeo |
| Año                | Lugar              | Medalla            | Categoría          |
| ------------------ | ------------------ | ------------------ | ------------------ |
| 1998               | Oviedo (España)    | Medalla de bronce  | –90 kg             |